# العقارب (وحدة شبه عسكرية)
وحدة العقارب (بالصربية: Шкорпиони) هي وحدة خاصة شبه عسكرية صربية نشطت بشكل كبير خلال حروب يوغوسلافيا، ارتكبت جرائم حرب خلال حرب الاستقلال الكرواتية وحرب البوسنة والهرسك وحرب كوسوفو.